# Штуле
Штуле су стубови или штапови који омогућавају да особа или структура стоје на висини изнад земље.
Стубови за ходање имају платформе за стопала и могу се везати за ноге корисника. Штуле се користе већ стотинама година.

## Врсте

### Штуле са држачима за руке
Штуле са држачима за руке се користе као играчке у детињству и у радионицама циркуских вештина. За разлику од других облика штула, штуле са држачима за руке нису везане за носиоца.
Штуле са држачима за руке се састоје од две дугачке мотке, свака са ослонцем за стопало. Ходач на штулама се држи за горњи крај мотке, ослони ноге на ножне плоче и вуче мотку према горе док прави корак.
Други тип штула са држачима за руке је сличан првом типу, али се завршава ручком тако да ходач има више контроле и флексибилности да помера своје штуле. Ове врсте штула могу бити веома високе (више од 4 метра под ногама).
Штуле са држачима за руке и жицама имају платформе које су причвршћене жицом. Платформе, најчешће направљене од лименки или малих пластичних преокренутих кофа, држе тежину ходача на штулама док се узице користе за повлачење лименки до стопала док праве кораке.

### Пег штуле
Пег штуле, такође познате као кинеске штуле, обично користе професионални извођачи. Ове штуле се вежу на стопалу, глежњу и непосредно испод колена. Често се праве од дрвета, али могу бити и од алуминијума или цевастог челика. Ова врста штула је најлакша и омогућава кориснику да брзо хода, да се нагло окреће, па чак и да прескаче ужад или плеше. Ходач на штулама мора стално да се креће да би одржао равнотежу.

### Drywall или Dura - (малтерске) штуле
Drywall или Dura штуле су дизајниране да омогуће ходачу на штулама да стоји мирно или да хода. Првобитно су дизајниране за људе да раде на висини током изградње гипсаних плоча, фарбања и других сличних активности. Ове штуле су теже од обичних штула и обично су углавном направљене од алуминијума. Дизајн чини да су безбедније за ходање, али често значи да су мање свестране од обичних штула.

### Штуле са опругама
Штуле са опругама су познате и као одскочне штуле и омогућавају кориснику да трчи, скаче и изводи разне акробације. Опружне штуле су патентиране у Сједињеним Државама 2004. године под заштитним знаком "PowerSkip", пласиране на тржиште за рекреативну и екстремну спортску употребу. Коришћење ових штула се такође назива "powerbocking", названо по проналазачу штула, Александру Боку. Често су углавном направљене од алуминијума. У 19. веку су покушане опружне штуле са челичним завојним опругама, претходнице пого штапа. 

### Дигитиграднаштула
Дигитиградна штула је штула чија линија прати стопало, а не потколеницу. Ово омогућава корисницима да опонашају кретање животиње. Због екстремних напрезања овог типа дизајна, оне су ређе; односно мање је успешни дизајн домаће израде.

### Артикулисане
Ова врста штула је слична штулама за малтерисање по томе што омогућавају ходачу да стоји на једном месту без потребе да пребацује тежину са ноге на ногу да би остао уравнотежен. Имају савијајући зглоб испод лоптице стопала и, у једној варијанти, испод пете. Ове штуле се обично користе у тематским парковима као што су Свет Волта Дизнија и Универзал Студио јер омогућавају извођачима да безбедно плешу и изводе вратоломије које би лако оштетиле друге врсте штула. Два бренда зглобних штула укључују "Bigfoots" произвођача Гарија Енсменгера из Орланда, Флорида, и "Jay Walkers", произвођача Стилт Веркс из Лас Вегаса, Невада.  Штуле се могу подесити од 18" до 30" висине.

## Историја
Археолошке рушевине и текстови показују да се ходање на штулама практиковало у старој Грчкој још у 6. веку пре нове ере. Неке традиције употребе штула су веома старе. У Намиру, Белгија, ходачи на штулама су вежбали борбе на штулама од 1411. Становници мочварних или поплављених подручја понекад користе штуле у практичне сврхе, као што је рад у мочварама или прелажење набујале реке. Пастири региона Ланд у јужној Француској имали су обичај да посматрају своја стада стојећи на штулама како би проширили своје видно поље, док су их грађани често користили да прелазе влажну земљу у својим свакодневним активностима.
Радници су користили штуле за причвршћивање хмеља на жице на 12 стопа изнад земље. Ова техника је документована до средине 20. века пре него што је замењена.

## Модерна употреба
Штуле се могу користити као реквизит у забави, као средство за вршење неких врста послова и као део хобија или рекреације.

### Забава
Штуле се широко користе у многим земљама за забаву. Шетачи на штулама наступају на парадама, фестивалима, уличним догађајима и корпоративним прославама.
Локални фестивали у Ангвајану (Ла Риоха, Шпанија) представљају плес на штулама у којем играчи иду низ степенице док се окрећу. Други фестивали ходања на штулама и плеса одржавају се у Девентеру, Холандија, почетком јула сваке године и у Намиру, Белгија.
Рано ходање на штулама углавном је било у стилу веома високе особе са костимом који је имао дуге панталоне или сукњу која је покривала штуле. Недавно су ходачи на штулама креирали широк избор костима који не личе на високу особу. Примери су цвеће и животиње. Тип високе особе такође се проширио да укључује широк спектар тема. Примери укључују спортисте, историјске радње и радње засноване на књижевним или филмским ликовима.
Једна од најновијих варијанти ходања на штулама је ходач на штулама који вози „бицикл на штулама“ са продуженим стубом седишта и дршком управљача. На фестивалима светлости који су веома популарни широм света, шетачи на штулама су уградили технологију у израду својих костима. Веома је уобичајено видети ЛЕД роботе на штулама или друге светлеће костиме на јавним или приватним догађајима.

### Рад
Узгајивачи воћа у Калифорнији обично користе алуминијумске штуле за орезивање и брање плодова са стабала брескве, шљиве и кајсије. Штуле се користе за прање великих прозора, поправку кровова и постављање или фарбање високих плафона.
Штуле се користе у грађевинарству; завршно фарбање и качење спуштених плафонских плоча.

### Рекреација
Штуле се могу купити као играчка за дечје вештине, а штулама се обично подучавају на радионицама циркуских вештина у школама и на летњим сајмовима и другим догађајима.

## Рекорди
Године 1891. Силвен Дорнон, шетач на штулама из француског региона Ланд, препешачио је од Париза до Москве за 58 дана.
Дана 1. октобра 2001. Саимаити Јиминг из Кине је ходао 79.6 км на штулама од 73 cm, за 24 сата у округу Шаншан, Синјанг, Кина.
Дана 14. септембра 2002. Даг Хант из Канаде ходао је на најтежим штулама које су коришћене. Тежиле су 62,1 кг. Успео је да начини 29 корака без помоћи, на овим штулама од 15.56 м.
Дана 15. новембра 2006. Саимаити Јиминг из Кине направио је 10 корака на штулама висине 16,41 м, за обарање Гинисовог светског рекорда за ходање на највишим штулама.
2008. Рој Малој из Аустралије направио је пет корака на штулама висине 17 м, што је незванични рекорд за највише штуле.
Дана 30. марта 2008. Ашрита Фурман из САД је трчала 1.61 км за 7 минута и 13 секунди на опружним штулама у Дахауу, Немачка.

## Галерија
- Разни ходачи на штулама
- Сливаин Дорнон, рекордер на штулама
- ЛЕД роботски ходач на штулама
- Ходачи на штулама у школи у Француској
- Трупа за ходање на штулама